# Фламандски регион
Вижте пояснителната страница за други значения на Фландрия.
Фламандският регион (на нидерландски: Vlaams Gewest) е един от трите официални региона на кралство Белгия. Той заема северната част на страната и има площ от 13 522 km² (44,29% от Белгия). Населението му е 6 552 967 души (по приблизителна оценка от януари 2018 г.).

## Административно деление
Състои от следните 5 провинции (съдържащи общо 308 общини):
- Антверпен (Antwerpen)
- Западна Фландрия (West-Vlaanderen)
- Източна Фландрия (Oost-Vlaanderen)
- Лимбург (Limburg)
- Фламандски Брабант (Vlaams-Brabant)

Брюксел е част от Фландрия, но само за всички фламандски обитатели и местни институции. Той е също официална столица на Фландрия.

## Градове
По-големите градове във Фландрия са Антверпен, Гент, Брюге, Льовен, Мехелен, Аалст, Кортрейк, Остенде, Хаселт, Синт Никлас, Генк, Руселаре.

## Език
Официален език е нидерландският, често наричан и фламандски. Френският се използва за административни цели в ограничен размер в т.нар. „общини с езикови улеснения“ около Брюкселския Столичен район и границата с Валония.